# Stephanoaetus coronatus
El águila coronada (Stephanoaetus coronatus) es una especie de ave accipitriforme de la familia Accipitridae, es la única especie viva del género Stephanoaetus. Habita los bosques del África subsahariana, donde está  ampliamente distribuida. No se conocen subespecies.
Su dieta de base está compuesta de monos, en particular los del género Chlorocebus, y otros mamíferos de tamaño mediano, como los cefalofos y pequeños antílopes. En una medida mucho menor, se alimenta también de aves y grandes lagartos. Sin embargo, el 98 % de su dieta consiste de mamíferos.
A pesar de que pesa menos y tiene una envergadura más pequeña que el águila marcial (aunque su longitud total media supera a la del águila marcial), el águila coronada es el águila más poderosa y feroz de África en términos de la naturaleza y el peso de las presas tomadas ya que se alimenta principalmente de mamíferos como antílopes, que pesan hasta 30 kg.